# Matadouro Municipal de Santos
Matadouro Municipal de Santos foi um abatedouro inaugurado em 1916 e funcionou até o início da década de 1970, na Avenida Nossa Senhora de Fátima, na cidade de Santos.
Atualmente o matadouro não funciona mais, porém dois galpões e três salas foram preservados pelo Sesi (Serviço Social da Indústria), que recebeu aquela área de cerca de 40 mil m² da Prefeitura de Santos em 1982 e, nos quatro anos seguintes, realizou obras de recuperação e ampliação das edificações, para abrigar o recreio coberto, cozinha e duas salas de aula e parte do Centro de Lazer e Esportes.
Por ser um local de "sacrificio"  algumas superstições acabam surgindo e uma delas é que os acidentes que aconteciam ali em frente não era pelo fato do local ter uma rua com curva acentuada, mas sim ao fato de ali ser um abatedouro de animais (dizem que lugares onde há muito sangue atraem desgraças, até hoje algumas pessoas evitam andar por lá).
Outras pessoas vão mais longe: afirmam que em noites claras surgem sombras de bois diante da lua e ecoam no ar lamentos tristes. É o que o povo diz, mas nenhum morador confirmou ter visto ou ouvido qualquer coisa do tipo.